# All the Best! 1999-2009
All the Best! 1999-2009 è il terzo greatest hits del gruppo musicale giapponese degli Arashi. L'album è stato pubblicato il 19 agosto 2009 dalla J-Storm ed ha raggiunto la prima posizione della classifica Oricon degli album più venduti in Giappone.

## Tracce
CD 1
1. Arashi (from Arashi No.1 Ichigou: Arashi wa Arashi o Yobu!) - 4:27
2. Sunrise Nippon (from Arashi No.1 Ichigou: Arashi wa Arashi o Yobu!) - 4:43
3. Horizon (from Arashi No.1 Ichigou: Arashi wa Arashi o Yobu!) - 5:07
4. Typhoon Generation (from Arashi No.1 Ichigou: Arashi wa Arashi o Yobu!)  - 4:59
5. Kansha Kangeki Ame Arashi (from Arashi No.1 Ichigou: Arashi wa Arashi o Yobu!) - 4:47
6. Kimi no Tame ni Boku ga Iru (from Arashi Single Collection 1999-2001) - 3:46
7. Jidai (from Arashi Single Collection 1999-2001) - 4:54
8. A Day In Our Life (from Here We Go!) - 4:45
9. Nice na Kokoroiki (from Here We Go!) - 3:59
10. Pikanchi (from How's It Going?) - 4:51
11. Tomadoi Nagara (from How's It Going?) - 4:14
12. Hadashi no Mirai (from Iza, Now!) - 4:41
13. Kotoba Yori Taisetsu na Mono (from Iza, Now!) - 4:03
14. Pikanchi Double (from Iza, Now!) - 5:06
15. Hitomi no Naka no Galaxy (from 5x5 The Best Selection of 2002-2004) - 5:18
16. Hero (from 5x5 The Best Selection of 2002-2004) - 4:53

CD 2
1. Sakura Sake (from One) - 4:21
2. Wish (from Arashic) - 4:26
3. Kitto Daijōbu (from Arashic) - 4:51
4. Aozora Pedal (from Time) - 5:18
5. Love So Sweet (from Time) - 4:49
6. We Can Make It! (from Time) - 4:10
7. Happiness (from Dream "A" Live) - 4:17
8. Step and Go (from Dream "A" Live) - 4:46
9. One Love - 4:45
10. Truth - 4:49
11. Kaze no Mukō e - 3:40
12. Beautiful Days - 4:51
13. Believe - 4:45
14. Ashita no Kioku - 4:58
15. Crazy Moon (Kimi wa Muteki) - 4:02
16. 5x10 - 5:28
17. Attack It! - 2:45

CD 3Arashi's Selection
1. Cool & Soul (from Arashic) - 3:52
2. Yes? No? (from One) - 5:23
3. Only Love (from How's It Going?) - 4:34
4. Natsu no Namae (夏の名前 "Summer's Name", from One) - 4:34
5. Oh Yeah! (from Time) - 4:44
6. Re(mark)able - 4:34
7. Boku ga Boku no Subete - 4:29
8. Still... - 4:18
9. Be With You (from Time) - 5:08
10. Subarashiki Sekai - 4:14